# Келвин
Вижте пояснителната страница за други значения на Келвин.
Келвинът (символ: K) е единицата за температура в Международната система единици (SI) и е една от седемте основни единици от SI. Тя се определя чрез два факта: нула келвина е абсолютната нула (при която движението на молекулите достига своя минимум) и до 2019 г. един келвин се определя като 1/273,16 част от т.нар. термодинамична температура на тройната точка на водата. Температурната скала на Целзий се определя в келвини, като 0 °C съответстват на 273,15 келвина, което е точката на топене на леда при нормални условия. Тъй като за начало на скалата келвин е взета най-ниската теоретично възможна температура, келвинът не може да е отрицателно число.
За разлика от деленията на скалите на Фаренхайт и Целзий, келвините не се наричат „градуси“ и не се изписват със символа за градус – правилното изписване е 200 K, а не 200 °K. Келвините и градусите Целзий често се използват съвместно, тъй като имат един и същ интервал – температурна разлика от 1 K се равнява на температурна разлика от 1 °C.
Келвинът е наречен на името на британския физик и инженер Уилям Томсън (лорд Келвин) (1824 – 1907), който говори за нуждата от създаването на „абсолютна термометрична скала“.

## История
1848Уилям Томсън публикува „За една абсолютна термометрична скала“ („On an Absolute Thermometric Scale“), в която говори за нуждата от температурна скала, в която „безкрайно студеното“ (абсолютната нула) да бъде началната точка и която използва градуса Целзий като единица на нарастване. С използваните по това време въздушни термометри той определя абсолютната нула като равна на −273 °C. Тази абсолютна скала днес е известна като Келвинова термодинамична температурна скала. Определената от него стойност от −273 е реципрочната стойност на 0,00366, приетият коефициент на разширение на газовете за градус Целзий спрямо точката на замръзване, и се доближава значително до съвременната стойност на абсолютната нула.
1954Решение 3 на 10-а Генерална конференция по мерки и теглилки дава съвременната дефиниция на Келвиновата скала, определяйки тройната точка на водата за втора дефинираща точка, съответстваща на точно 273,16 келвина.
1967/1968Решение 3 на 13-а Генерална конференция по мерки и теглилки преименува единицата на нарастване на термодинамичната температура на „келвин“ със съответния символ „K“, заменяйки дотогавашните „абсолютен градус“ и „°K“. Освен това, смятайки за полезно да дефинира по-експлицитно размера на единицата на нарастване, 13-а Генерална конференция в своето Решение 4 установява, че „келвинът, единицата за термодинамична температура, е равна на 1/273,16 част от термодинамичната температура на тройната точка на водата“.
2005Международният комитет по мерки и теглилки, орган на Генералната конференция по мерки и теглилки, потвърждава, че за целите на определянето на температурата на тройната точка на водата в дефиницията на Келвиновата термодинамична температурна скала следва да се използва вода с точно определен изотопен състав – виенска стандартна средна океанска вода.
2018На 26-ата Генерална конференция по мерки и теглилки е приета резолюция за значително преопределяне на основните единици от SI, което, в частност, включва в себе си преопределяне на келвина чрез стойността на константата на Болцман, която е равна на 1,380 649 × 10-23 J / K.

## Новото определение
Недостатък на старото определение на келвина е това, че при практическата реализация големината на келвина се оказва зависеща от чистотата и изотопния състав на използваната вода. Изхождайки от стремежа да се отстрани този недостатък, XXIV Генерална конференция по мерки и теглилки през 2014 г. предлага в ревизията на Международната система единици келвинът да се определи така, че големината му да се свърже със стойността на константата на Болцман. При това се предполага, че стойността на константата на Болцман ще се фиксира, тоест ще се смята за точно определена. Новото определение гласи (в превод на български):
| „ | Единицата за термодинамична температура „келвин“ се определя, като фиксираната числена стойност на константата на Болцман k се приема за 1,380 649x10-23, изразена в единицата J K-1, равна на kg m2 s-2 K-1, където килограмът, метърът и секундата се определят посредством h, c и {\displaystyle \Delta \nu _{\text{Cs}}}, и се означава с „К“. | “ |

## Правописни правила
Думата келвин в качеството ѝ на единица от SI трябва да се пише с малка буква к (освен когато е първа дума в изречението) и никога не бива да се предхожда от думите градус или градуси, нито от символа °, за разлика от Целзий или Фаренхайт. Това е така, тъй като последните са скали за измерване, докато келвинът е единица за измерване. Множественото число на български се образува чрез прибавяне на и: келвини. Когато келвинът е бил въведен през 1954 (10-а Генерална конференция по мерки и теглилки (Conférence Générale des Poids et Mesures (CGPM), Резолюция 3, CR 79), казвало се е „градус Келвин“ и се е пишело °K, но „градус“ е отпаднало през 1967 г. (13-а CGPM, Резолюция 3, CR 104).
Трябва да се отбележи също, че символът за келвин е винаги главната буква К, която при това никога не се пише с курсив. Винаги се оставя интервал между цифрата и К, както е при всички единици от SI. Примери:
Средната температура на повърхността на планетата Венера е 737 K.
Ледът се топи при 273,15 K.

## Коефициенти на преобразуване
| Превръщане от | в                 | Формула                 |
| --- | ----------------- | ----------------------- |
| келвини | градуси Фаренхайт | °F = K × 1,8 − 459,67   |
| градуси Фаренхайт | келвини           | K = (°F + 459,67) / 1,8 |
| келвини | градуси Целзий    | °C = K − 273,15         |
| градуси Целзий | келвини           | K = °C + 273,15         |
| Трябва да се отбележи, че при температурни интервали 1 K = 1 °C и 1 K = 1,8 °F Conversion calculator for units of temperature Архив на оригинала от 2005-01-29 в Wayback Machine. |                   |                         |

В една термодинамична система средната енергия на частиците е пропорционална на абсолютната температура, като коефициентът на пропорционалност е от порядъка на Болцмановата константа. В резултат на това е възможно да се съпостави температурата на частиците на тяхната енергия, както и обратно:
електронволти към келвини

{\displaystyle \mathrm {eV} \times 11\!606,7}
келвини към електронволти

{\displaystyle {\frac {\mathrm {K} }{11\!606,7}}}
Горните преобразувания са валидни при използване на коефициент, равен на Болцмановата константа. С по-голяма точност те зависят от степените на свобода на частиците. Не трябва да се забравя, че под температура се разбира усреднена мярка, затова начинът, по който се разглежда статистическата система, може да промени стойностите.